# Pine Plains (CDP, New York)

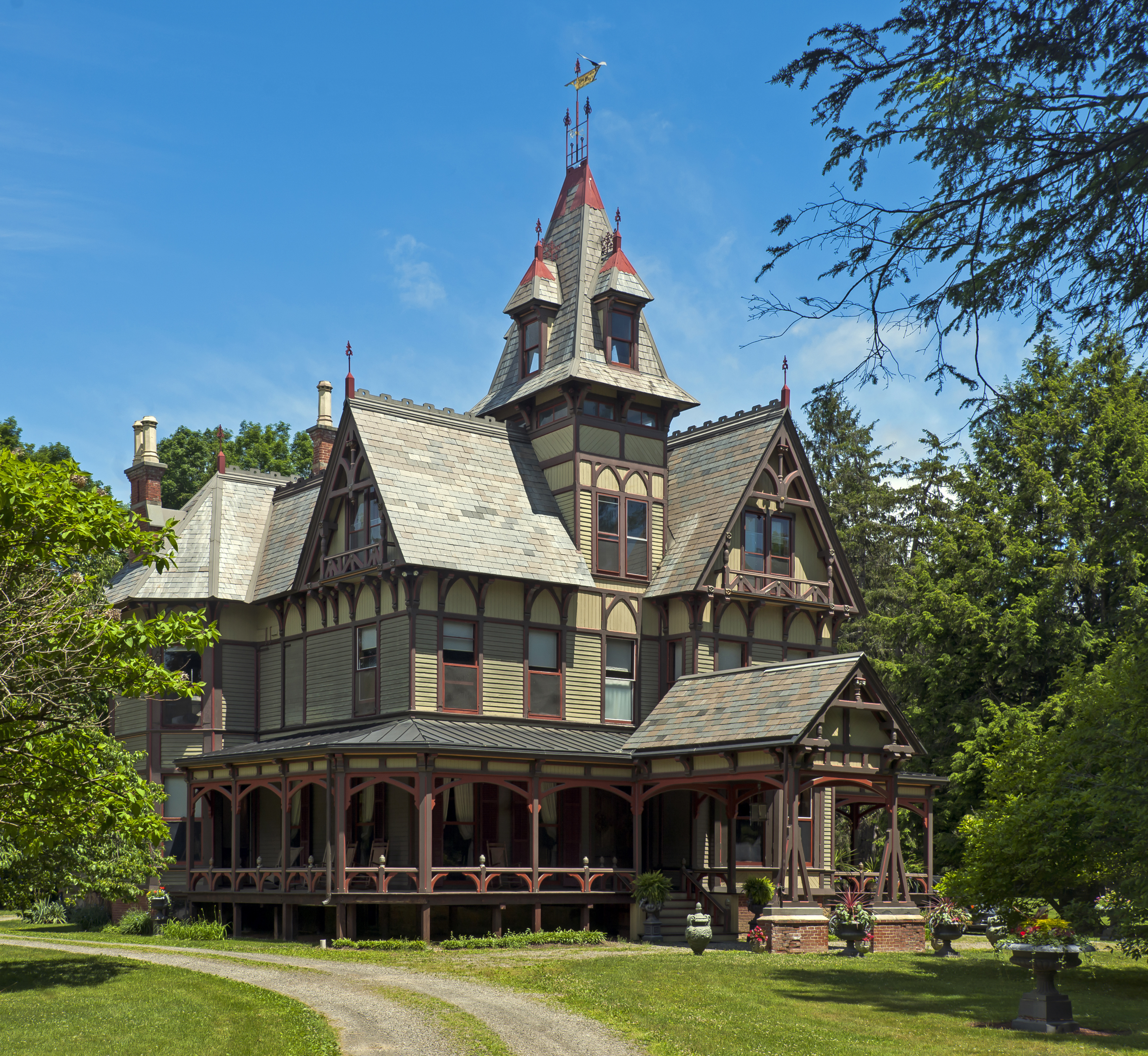
The Pines (Pine Plains, New York), une ancienne demeure, construite en 1878. Juin 2016.

Pine Plains est une census-designated place du comté de Dutchess, dans l'État de New York, aux États-Unis,. En 2020, elle compte une population de 1 142 habitants.